# سوزي كوفي
سوزي كوفي (بالإنجليزية: Suzy Covey)‏ هي أمينة مكتبة أمريكية، ولدت في 27 أكتوبر 1939، وتوفيت في 17 أكتوبر 2007 في الولايات المتحدة.